# Myron Boadu
Myron Boadu (Amsterdam, 14 gennaio 2001) è un calciatore olandese, attaccante del Bochum in prestito dal Monaco.

## Biografia
Boadu è nato nei Paesi Bassi da genitori ghanesi.

## Caratteristiche tecniche
Attaccante completo (può giocare sia da centravanti che da ala), è in possesso di una buona accelerazione, è molto abile tecnicamente, soprattutto nel dribbling. Di piede destro, dispone anche di una buona potenza fisica. Dotato di un ottimo senso del gol, per le sue caratteristiche è stato paragonato a Jeremain Lens e Dennis Bergkamp.

## Carriera

### Club

#### AZ Alkmaar
Cresciuto nelle giovanili dell'AZ Alkmaar, ha esordito in prima squadra il 6 maggio 2018 in occasione del match di campionato vinto 6-0 contro il PEC Zwolle. Si mette in evidenza nella stagione 2019-20 segnando molti gol in campionato (di cui due decisivi contro l’Ajax consentendo l’aggancio al primo posto) ed Europa League. Nel corso della stagione seguente si conferma goleador (15 solo in campionato) avendo modo di segnare la sua prima tripletta il 28 febbraio 2021 in AZ-Feyenoord 4-2, diventando il secondo giocatore più giovane di sempre a raggiungere questo score contro i Rotterdammers dopo Marco van Basten.

#### Monaco
Il 4 agosto 2021 viene acquistato dal Monaco per 17 milioni di euro circa. A causa di diversi infortuni fatica a riprendere il suo ottimo rendimento delle scorse stagioni trovando in 3 stagioni, 68 presenze con 10 reti e un minutaggio ridotto.

#### Prestiti al Twente e al Bochum
Il 1º febbraio 2024 passa in prestito al Twente fino al termine della stagione, collezionando 11 presenze segnando 3 goal.
Il 9 agosto 2024 viene ceduto nuovamente in prestito, questa volta al Bochum.

### Nazionale
Dopo avere fatto la trafila delle giovanili olandesi, ha esordito nella nazionale maggiore olandese a 18 anni e 10 mesi, il 19 novembre 2019 contro l'Estonia, segnando la rete del definitivo 5-0.

## Statistiche

### Presenze e reti nei club
Statistiche aggiornate al 9 novembre 2024.
| Stagione          | Squadra           | Campionato        | Campionato | Campionato | Coppe nazionali | Coppe nazionali | Coppe nazionali | Coppe continentali | Coppe continentali | Coppe continentali | Altre coppe | Altre coppe | Altre coppe | Totale | Totale | Totale |
| Stagione          | Squadra           | Comp              | Pres       | Reti       | Comp            | Pres            | Reti            | Comp               | Pres               | Reti               | Comp        | Pres        | Reti        | Pres   | Reti   |        |
| ----------------- | ----------------- | ----------------- | ---------- | ---------- | --------------- | --------------- | --------------- | ------------------ | ------------------ | ------------------ | ----------- | ----------- | ----------- | ------ | ------ | ------ |
| 2017-2018         | AZ Alkmaar        | E                 | 1          | 0          | CO              | 0               | 0               | -                  | -                  | -                  | -           | -           | -           | 1      | 0      |        |
| 2018-2019         | AZ Alkmaar        | E                 | 8          | 3          | CO              | 0               | 0               | UEL                | 2                  | 0                  | -           | -           | -           | 10     | 3      |        |
| 2019-2020         | AZ Alkmaar        | E                 | 24         | 14         | CO              | 2               | 0               | UEL                | 13                 | 6                  | -           | -           | -           | 39     | 20     |        |
| 2020-2021         | AZ Alkmaar        | E                 | 31         | 15         | CO              | 1               | 0               | UCL+UEL            | 2 + 4              | 0                  | -           | -           | -           | 38     | 15     |        |
| Totale AZ Alkmaar | Totale AZ Alkmaar | Totale AZ Alkmaar | 64         | 32         |                 | 3               | 0               |                    | 21                 | 6                  |             | -           | -           | 88     | 38     |        |
| 2021-2022         | Monaco            | L1                | 31         | 4          | CF              | 3               | 1               | UCL                | 1+7                | 0+1                | -           | -           | -           | 42     | 6      |        |
| 2022-2023         | Monaco            | L1                | 12         | 3          | CF              | 0               | 0               | UEL                | 4                  | 0                  | -           | -           | -           | 16     | 3      |        |
| 2023-gen. 2024    | Monaco            | L1                | 9          | 1          | CF              | 1               | 0               | -                  | -                  | -                  | -           | -           | -           | 10     | 1      |        |
| Totale Monaco     | Totale Monaco     | Totale Monaco     | 52         | 8          |                 | 4               | 1               |                    | 12                 | 1                  |             | -           | -           | 68     | 10     |        |
| gen.-giu. 2024    | Twente            | E                 | 11         | 3          | CO              | -               | -               | -                  | -                  | -                  | -           | -           | -           | 11     | 3      |        |
| 2024-2025         | Bochum            | BL                | 6          | 2          | CG              | 1               | 0               | -                  | -                  | -                  | -           | -           | -           | 7      | 2      |        |
| Totale carriera   | Totale carriera   | Totale carriera   | 133        | 45         |                 | 8               | 1               |                    | 33                 | 7                  |             | -           | -           | 174    | 53     |        |

### Cronologia presenze e reti in nazionale
| Cronologia completa delle presenze e delle reti in nazionale ― Paesi Bassi | Cronologia completa delle presenze e delle reti in nazionale ― Paesi Bassi | Cronologia completa delle presenze e delle reti in nazionale ― Paesi Bassi | Cronologia completa delle presenze e delle reti in nazionale ― Paesi Bassi | Cronologia completa delle presenze e delle reti in nazionale ― Paesi Bassi | Cronologia completa delle presenze e delle reti in nazionale ― Paesi Bassi | Cronologia completa delle presenze e delle reti in nazionale ― Paesi Bassi | Cronologia completa delle presenze e delle reti in nazionale ― Paesi Bassi |
| Data                                                                       | Città                                                                      | In casa                                                                    | Risultato                                                                  | Ospiti                                                                     | Competizione                                                               | Reti                                                                       | Note                                                                       |
| -------------------------------------------------------------------------- | -------------------------------------------------------------------------- | -------------------------------------------------------------------------- | -------------------------------------------------------------------------- | -------------------------------------------------------------------------- | -------------------------------------------------------------------------- | -------------------------------------------------------------------------- | -------------------------------------------------------------------------- |
| 19-11-2019                                                                 | Amsterdam                                                                  | Paesi Bassi                                                                | 5 – 0                                                                      | Estonia                                                                    | Qual. Euro 2020                                                            | 1                                                                          | 46’                                                                        |
| Totale                                                                     |                                                                            | Presenze                                                                   | 1                                                                          |                                                                            | Reti                                                                       | 1                                                                          |                                                                            |